# Internetwork Packet Exchange
Internetwork Packet Exchange (IPX) är ett kommunikationsprotokoll som används tillsammans med SPX i Novell Netware. Protokollet designades för mindre lokala nätverk; det fungerar dåligt för större nätverk som internet.